# Nancy Kovack
Nancy Kovack (ur. 11 marca 1935 we Flint) – amerykańska aktorka filmowa, teatralna i telewizyjna.

## Życiorys
Ukończyła studia na uniwersytecie w Michigan. Kilkakrotnie odnosiła sukcesy w lokalnych konkursach piękności. Po przeprowadzce do Nowego Jorku występowała epizodycznie w wielu serialach telewizyjnych takich jak Star Trek, Ożeniłem się z czarownicą, Batman (odcinki 5 i 6), I Dream of Jeannie i w wielu innych. W 1969 była nominowana do nagrody Emmy za występ w serialu Mannix.
Grała w hollywoodzkich filmach, najbardziej znana jest z roli Medei w filmie Jazon i Argonauci (1963). Poza tym wystąpiła w takich filmach jak Obcy, gdy się spotykają (1960), Wielka masakra Siuksów (1965), Tarzan and the Valley of Gold (1966), Frankie i Johnny (1966), czy Uwięzieni w kosmosie (1969).
Pojawiała się też sporadycznie na deskach teatrów na Broadwayu.

## Filmografia
- 1960: Obcy, gdy się spotykają (Strangers When We Meet)
- 1963: Diary of a Madman
- 1963: Jazon i Argonauci (Jason and the Argonauts)
- 1965: Wielka masakra Siuksów (The great Sioux Massacre)
- 1966: Frankie i Johnny (Frankie and Johnny)
- 1966: Batman (serial tv,)
- 1966: Tarzan and the Valley of Gold
- 1969: Uwięzieni w kosmosie (Marooned)